# Ida Lindborg
Ida Lindborg (Trelleborg, 13 de junio de 1994) es una deportista sueca que compitió en natación.
Ganó dos medallas en el Campeonato Europeo de Natación, plata en 2014 y bronce en 2016. Participó en los Juegos Olímpicos de Río de Janeiro 2016, ocupando el quinto lugar en el relevo 4 × 100 m libre.

## Palmarés internacional
| Campeonato Europeo | Campeonato Europeo    | Campeonato Europeo | Campeonato Europeo |
| Año                | Lugar                 | Medalla            | Prueba             |
| ------------------ | --------------------- | ------------------ | ------------------ |
| 2014               | Berlín (Alemania)     | Medalla de plata   | 4 × 100 m estilos  |
| 2016               | Londres (Reino Unido) | Medalla de bronce  | 4 × 100 m libre    |